# Вихор (міфологія)

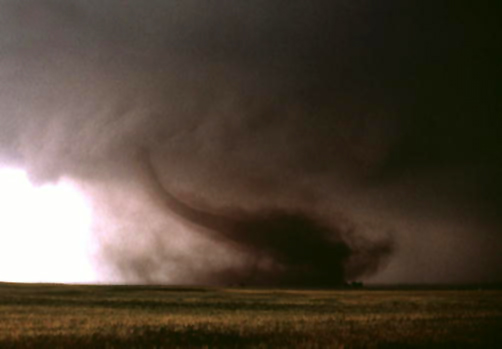
Вихор над степом

Ви́хор (рос. ви́хор, ви́хорь, ви́хорный, вихрово́й, ви́хрик; біл. подвей; пол. wietrznica) — у слов'янській міфології різновид нечистої сили, що здіймає вітер, насилає хвороби, персоніфікація повітряного вихора.

## Образ вихора
Вихор не має чіткого вигляду, зазвичай його уявляли невидимим. Проте вважалося, що вихора можна побачити крізь домоткане конопляне полотно. Також він видимий для особливих людей, що мають на те дар від Бога чи навпаки служать нечистій силі. Справжній вигляд вихора описувався як дід з довжелезною бородою, або чорний чоловік, порослий шерстю, з хвостом і крилами, і з великими нігтями. Живота він не мав, тому там було видно нутрощі. Часом уявлявся як крилатий змій.
Він забирав з поля збіжжя, міг підхопити й жбурнути людину, зруйнувати хату чи зламати дерева. Його улюбленими місцями вважалися межі полів та роздоріжжя, місця поховання нехрещених дітей. Але на відміну від іншої нечистої сили, вихор не сидить на місці, а постійно бігає чи літає. Особливо багато їх бігає перед дощем, оскільки нечиста сила боїться грому, що вбиває її. З'являються вихори тільки вдень, зокрема в обід, але ніколи вночі.
Походження вихора пояснювалося так: це бунтівний янгол (чорт), якого Бог скинув з неба та відрубав йому одне крило, тому вихор не може літати звичайно, а постійно крутиться. За іншими переказами вихор — це чорт в подобі крилатого змія. Коли чорт має стати вихором, то сім років повзає, далі на сім років стає полозом, а за наступні сім років стає крилатим змієм і живе в скелях. Відростивши крила, починає літати. Оповідали також, що коли чортова дочка виходила заміж за простого чоловіка, чорт на весіллі закрутився з радощів і відтоді став вихром. Звідси інша назва вихора — Чортове Весілля.
У народних віруваннях вихора можна прогнати, кинувши в нього ножем, перехрестившись або прочитавши закляття, сплюнувши і показавши дулю. З іншого боку, подекуди такі дії вважалися навпаки небезпечними — що тільки розлютують вихора.
Також вихор ототожнювався зі «злим» вітром, від якого можна простудитися, захворіти. Епілепсія пояснювалася впливом вихора.

## Примітики
1. 1 2 3  Галайчук, В. (2016). Українська міфологія. Клуб Сімейного Дозвілля. с. 38—46.
2. ↑  Igor Melika: КАРПАТСЬКА ДЕМОНОЛОГІЯ. igormelika.com.ua. Архів оригіналу за 15 лютого 2019. Процитовано 14 лютого 2019.
3. 1 2  Чубинський, Павло. Труды этнографическо-статистической экспедиции в Западно-Русский Край. Т. I. с. 35.
4. ↑  Сумцов, Микола (1890). Киевская стрина. Т. I. с. 68—73.
5. ↑  Петров, В. (1927). Етнографічний збірник ВУАН в Києві. Т. III.